# Fotbollsgalan 2013
Fotbollsgalan 2013 arrangerades i Globen i Stockholm måndagen den 11 november 2013 och var den 19:e fotbollsgalan sedan premiäråret 1995. Galan direktsändes i TV4, medan Sveriges Radio P4 stod för radiosändningarna. Programledare var Anna Brolin.

## Priser
Följande priser delades ut.
| Pris                                         | Vinnare                                      |
| -------------------------------------------- | -------------------------------------------- |
| Årets tränare, herrar                        | Rikard Norling, Malmö FF                     |
| Årets tränare, dam                           | Jonas Eidevall, LdB Malmö                    |
| Årets nykomling (herr)                       | Melker Hallberg, Kalmar FF                   |
| Årets genombrott (dam)                       | Jessica Samuelsson, Linköping                |
| Årets anfallare, herr                        | Zlatan Ibrahimović, Paris Saint-Germain FC   |
| Årets anfallare, dam                         | Lotta Schelin, Lyon                          |
| Årets mittfältare, herr                      | Albin Ekdal, Cagliari                        |
| Årets mittfältare, dam                       | Ramona Bachmann, LdB Malmö                   |
| Årets back, herr                             | Martin Olsson, Blackburn/Norwich             |
| Årets back, dam                              | Nilla Fischer, Linköping/Wolfsburg           |
| Årets målvakt, herr                          | Andreas Isaksson, Kasımpaşa                  |
| Årets målvakt, dam                           | Þóra Björg Helgadóttir, LdB Malmö            |
| Fotbollsallsvenskans mest värdefulla spelare | Tobias Hysén, IFK Göteborg                   |
| Damallsvenskans mest värdefulla spelare      | Ramona Bachmann, LdB Malmö                   |
| Fotbollskanalens hederspris                  | Lars-Åke Lagrell                             |
| Årets domare                                 | Sara Persson Andreas Ekberg                  |
| Årets skyttekung                             | Imad Khalili, Helsingborgs IF/IFK Norrköping |
| Årets skyttedrottning                        | Christen Press, Tyresö                       |
| Årets mål                                    | Zlatan Ibrahimović                           |
| Diamantbollen                                | Lotta Schelin, Lyon                          |
| Guldbollen                                   | Zlatan Ibrahimović, Paris Saint-Germain FC   |

### Fotnoter
1. ↑  ”Nomineringarna till Fotbollsgalan 2013” (på svenska). Svenska fans. 24 oktober 2013. https://www.svenskafans.com/fotboll/nomineringarna-till-fotbollsgalan-2013-491634. Läst 9 november 2015.
2. ↑  Fotbollsgalan på Svensk mediedatabas
3. ↑  Fotbollsgalan på Svensk mediedatabas
4. ↑  ”Anna Brolin leder Fotbollsgalan i TV4” (på svenska). TV4. 13 oktober 2013. https://www.tv4.se/artikel/54539eaac459485ece000026/anna-brolin-leder-fotbollsgalan-i-tv4. Läst 29 augusti 2021.
5. ↑  Pontus Weinemo (11 november 2013). ”Här är pristagarna på Fotbollsgalan 2013” (på svenska). Expressen. https://www.expressen.se/sport/fotboll/har-ar-pristagarna-pa-fotbollsgalan-2013/. Läst 9 november 2015.